# Sympetrum risi
Sympetrum risi là loài chuồn chuồn trong họ Libellulidae. Loài này được Bartenev mô tả khoa học đầu tiên năm 1914.